# Frederick Barrett
Frederick Whitfield Barrett (Cork, Irlanda, 20 de juny de 1875 – Swindon, Wiltshire, 7 de novembre de 1949) va ser un jugador de polo irlandès de naixement, que va competir sota bandera britànica.
El 1920 va prendre part en els Jocs Olímpics d'Anvers, on guanyà la medalla d'or en la competició de polo en superar a la selecció espanyola en la final. Barrett compartí equip amb John Wodehouse, Teignmouth Melville i Vivian Lockett. Quatre anys més tard, als Jocs de París, guanyà la medalla de bronze en la competició de polo, aquesta vegada formant equip amb Dennis Bingham, Fred Guest i Kinnear Wise.